# Уоткинс (город, Миннесота)
Уоткинс (англ. Watkins) — город в округе Микер, штат Миннесота, США. На площади 1,3 км² (1,3 км² — суша, водоёмов нет), согласно переписи 2002 года, проживают 880 человек. Плотность населения составляет 665,1 чел./км².
- Телефонный код города — 320
- Почтовый индекс — 55389
- FIPS-код города — 27-68620[2]
- GNIS-идентификатор — 0653838[3]